# 데드 바이 선라이즈
데드 바이 선라이즈(이하 DBS) (전에는 "스노우 화이트 탠"(Snow White Tan)으로 알려짐)는 린킨 파크의 리드 보컬인 체스터 베닝턴의 사이드 프로젝트이다.

## 앨범
이 밴드는 체스터의 솔로 노력의 결과물인데, 밴드 줄리앙-K의 어미어 데라크와 라이언 셔크, 그리고 앤서니 "푸" 발식도 참여한다. "DBS"의 앨범은 전체적으로 녹음되었고 원래는 2006년 발매로 소란스러웠다. 그러고 나서 2007년 초에 발매하기로 했지만 그의 린킨 파크의 의무 때문에, 체스터는 2008년 초까지 발매를 붙잡고 있었다. 최근 소식에 따르면 체스터의 솔로 앨범은 여전히 제작중에 있고 2008년 봄쯤 완성될 것이라고 말했다. 그리고 체스터는 록 관련 잡지 "롤링 스톤"에서의 인터뷰에서 "DBS"의 앨범이 2009년에 발매되길 바란다고 하였다고 2009년에 발매하였다.
체스터는 앨범에서 노래뿐만 아니라 기타와 키보드도 연주했다. 그밖의 모든 악기, 프로그래밍과 제작은 라이언, 애미어, 그리고 푸에게 맡겨졌다. 앨범은 아직 이름을 갖지 않았으나 발매 전에 공개할 것이라 한다. 또한 더 큐어(The Cure), 디페쉬 모드(Depeche Mode), 바우하우스(Bouhous)의 영향을 묘사할 것이고 린킨 파크와 그레이 데이즈와 전혀 다른 음악을 들려주겠다고 한다.

## 정규 음반
- Crawl Back In (Single) 2009년 9월 29일
- Out Of Ashes 2009년 10월 20일